# Don Bragg
Donald George "Don" Bragg, född 15 maj 1935 i Penns Grove i New Jersey, död 16 februari 2019 i Oakley i Kalifornien, var en amerikansk friidrottare.
Bragg blev olympisk mästare i stavhopp vid olympiska sommarspelen 1960 i Rom.